# Župnija Koprivna
Župnija Koprivna je rimskokatoliška teritorialna župnija dekanije Dravograd-Mežiška dolina koroškega naddekanata, ki je del nadškofije Maribor. Župnija nima stalnega župnika.

## Sakralni objekti
- Cerkev sv. Jakoba, Koprivna (župnijska cerkev)
- Cerkev sv. Ane, Koprivna